# Poljane (Opatija)
Pour les articles homonymes, voir Poljane.
Poljane (en italien : Pogliane del Quarnero) est une localité de Croatie située dans la municipalité d'Opatija et dans le comitat de Primorje-Gorski Kotar. En 2001, la localité comptait 750 habitants.

## Démographie
| 1948 | 1953 | 1961 | 1971 | 1981 | 1991 | 2001 |
| ---- | ---- | ---- | ---- | ---- | ---- | ---- |
| 750  | 664  | 634  | 606  | 658  | 723  | 750  |